# Legami (azienda)
Legami è un'azienda italiana specializzata in articoli di cancelleria e da regalo.

## Storia
Legami viene fondata da Alberto Fassi nel 2003, con il nome di R&D S.r.l. con l'obiettivo di commercializzare una cinghia per libri da lui creata come progetto finale di un Master in creatività. L'azienda cambia poi nome in Legami, che nelle intenzioni del fondatore «poteva essere interpretato sia come una sorta di invito, lègami, riferito proprio allo stringere il libro, oppure legàmi, inteso come le relazioni fra le persone».
Negli anni successivi l'azienda si espande, producendo altri prodotti di cancelleria e articoli da regalo commercializzati attraverso librerie o grandi catene di distribuzione come Rinascente, Coin, El Corte Inglés. In seguito vengono aperti negozi monomarca in Italia e all'estero, e il fatturato cresce grazie all'ingresso di fondi di investimento sino a raggiungere i 200 milioni nel 2024.